# Station Otyń
Station Otyń is een spoorwegstation in de Poolse plaats Otyń.